# 10e division de cavalerie (France)
Pour les articles homonymes, voir 10e division.
La 10e division de cavalerie est une division de cavalerie de l'armée française créée en 1913 et qui a participé à la Première Guerre mondiale jusqu'à sa dissolution en juin 1916.

## Chefs de corps
- 1er septembre 1913 - 15 août 1914 : général Conneau[1]
- 15 août - 13 septembre 1914 : général Grellet (par intérim)[1]
- 13 septembre 1914 : général de Contades-Gizeux[1]

## Composition

### Composition à la mobilisation
- 10e brigade de dragons[2]
  - 15e régiment de dragons de Libourne
  - 20e régiment de dragons de Limoges
- 15e brigade de dragons[2]
  - 10e régiment de dragons de Montauban
  - 19e régiment de dragons de Castres
- Éléments organiques divisionnaires[2] :
  - Infanterie : 10e groupement cycliste du 1er bataillon de chasseurs à pied
  - Artillerie : groupe d'artillerie à cheval de 75 du 14e régiment d'artillerie de campagne

### Composition en janvier 1915
- 10e brigade de dragons[2]
  - 15e régiment de dragons
  - 20e régiment de dragons
- 15e brigade de dragons[2][2]
  - 10e régiment de dragons
  - 19e régiment de dragons
- Brigade Matuzinsky[2]
  - régiment de marche des chasseurs à cheval
  - régiment de marche du 12e régiment de hussards
- Éléments organiques divisionnaires[2] :
  - Infanterie :
    - 10e groupement cycliste du 1er bataillon de chasseurs à pied
    - 10e groupe léger de cavalerie à pied

  - Artillerie : 1 groupe de 75, 14e régiment d'artillerie de campagne

### Composition en juillet 1915
- 10e brigade de dragons[2]
  - 15e régiment de dragons
  - 20e régiment de dragons
- 15e brigade de dragons[2]
  - 10e régiment de dragons
  - 19e régiment de dragons
- 23e brigade légère[2]
  - 22e régiment de chasseurs à cheval
  - 16e régiment de hussards de marche
- Éléments organiques divisionnaires[2] :
  - Infanterie :
    - 10e groupement cycliste du 1er bataillon de chasseurs à pied
    - 10e groupe léger de cavalerie à pied

  - Artillerie : 1 groupe de 75, 14e régiment d'artillerie de campagne

### Composition en mai 1916
- 10e brigade de dragons[2]
  - 15e régiment de dragons
  - 20e régiment de dragons
- 15e brigade de dragons[2]
  - 10e régiment de dragons
  - 19e régiment de dragons
- 1re brigade de marche de chasseurs à cheval d'Afrique[2]
  - 2e régiment de chasseurs à cheval d'Afrique
  - 5e régiment de chasseurs à cheval d'Afrique
- Éléments organiques divisionnaires[2] :
  - Infanterie :
    - 10e groupement cycliste du 1er bataillon de chasseurs à pied
    - 10e groupe léger de cavalerie à pied

  - Artillerie : 1 groupe de 75, 14e régiment d'artillerie de campagne
  - Groupe d'automitrailleuses et autocanons : 10e GAMAC, depuis décembre 1915

## Historique

### 1913
La division est créée par le décret du 4 juin 1913, qui passe de huit à dix le nombre de divisions de cavalerie de l'Armée française. 
Elle ne comporte que deux brigades, plus, en temps de paix, une brigade de cavalerie légère destinée à servir dans les corps d'armée.

### 1914
- Mobilisée le 2 août dans les 12e, 17e et 18e régions[5].
- 3 - 5 août : transport par VF dans la région de Rosières-aux-Salines[5].
- 5 - 17 août : en couverture sur le Sânon[5].
- 17 - 20 août : exploration vers Sarrebourg. Le 20 août, engagée dans la bataille de Sarrebourg[5].
- 20 - 26 août : repli sur Rozelieures, combat les 24 et 25 août[5].
- 26 août - 3 septembre : retrait du front ; repos vers Nancy ; à partir du 1er septembre, transport par VF dans la région de Condé-en-Brie[5].
- 3 - 6 septembre : repli sur Provins[5].
- 6 - 14 septembre : engagé dans la bataille de la Marne, à la bataille des Deux Morins prise de Château-Thierry, puis poursuite par Fismes et Pontavert jusque dans la région de Sissonne[5].
- 14 - 17 septembre : repli au sud de l'Aisne, puis mouvement vers Reims[5].
- 17 septembre - 22 octobre : mouvement vers Montdidier. Engagée vers Bapaume dans la première bataille de Picardie puis dans la première bataille d'Artois (combats d'Achiet-le-Grand le 28 septembre, de Saint-Léger le 30 septembre, de Pont-à-Vendin le 8 octobre, de Vermelles le 10 octobre), puis dans la première bataille des Flandres (combats de Merville le 15 octobre, de Fleurbaix le 16 octobre, de Radinghem les 18 et 21 octobre)[5].
- 22 octobre - 1er novembre : retrait du front ; repos dans la région de Merville, Lillers[6].
- 1er - 11 novembre : engagée dans la première bataille d'Ypres, vers Messines[6].
- 11 novembre - 11 décembre : retrait du front, relève par l'armée britannique. À partir du 15 novembre, transport par VF dans la région de Charmes ; repos[6].
- 11 décembre 1914 - 5 janvier 1915 : transport par VF dans la région de Rougemont-le-Château ; travaux, éléments en secteur dans la région d'Aspach-le-Bas[6].

### 1915 - 1916
- 5 janvier - 20 août : occupation, avec des éléments territoriaux, d'un secteur entre Leimbach et Burnhaupt-le-Haut[6].
- 20 août - 7 octobre : retrait du front ; repos vers Montreux-Vieux[6].
- 7 - 12 octobre : occupation, avec des éléments territoriaux, d'un secteur entre Leimbach et Burnhaupt-le-Haut.
- 12 octobre 1915 - 1er juin 1916 : retrait du front, repos vers Montreux-Vieux ; travaux, éléments en surveillance le long de la frontière suisse[6].
- 1er juin 1916 : dissolution[6].

## Rattachement
- Mobilisation : isolée[1]
- Août 1914 : corps de cavalerie Conneau[1]
- Août 1914 : isolée[1]
- Septembre 1914 : corps de cavalerie Conneau[1]
- Septembre 1914 : 1er corps de cavalerie[1]
- Novembre 1914 : isolée[1]
- Juin 1916 : dissoute[1]